# Anthony Gonzalez
Anthony Gonzalez (Los Angeles, 23 settembre 2004) è un attore statunitense di origini guatemalteche.

## Filmografia parziale

### Attore
- The Gospel Truth, regia di Larry Flash Jenkins (2018)
- Icebox, regia di Daniel Sawka (2018)

### Doppiatore
- Dante's Lunch, regia di Lee Unkrich - cortometraggio (2017)
- Coco, regia di Lee Unkrich e Adrian Molina (2017)

### Televisione
- The Bridge - serie televisiva (2014)
- Criminal Minds: Beyond Borders, serie TV (2017)
- Shameless, serie TV (2019)